# Рамгандж
Рамгандж (бенг. রামগঞ্জ, англ. Ramganj) — город и муниципалитет на юге Бангладеш, административный центр одноимённого подокруга. Площадь города равна 36,96 км². По данным переписи 2001 года, в городе проживало 47 489 человек, из которых мужчины составляли 49,58 %, женщины — соответственно 50,42 %. Плотность населения равнялась 1285 чел. на 1 км². Уровень грамотности населения составлял 46,2 % (при среднем по Бангладеш показателе 43,1 %). 